# Sonnet 127

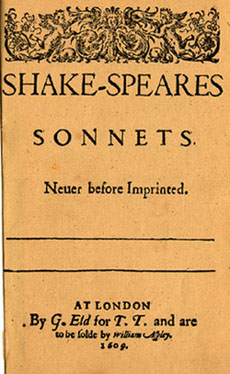
Sonnetten van Shakespeare, 1609

Sonnet 127 markeert in de sonnetten van Shakespeare het begin van de reeks waarin een Dark Lady voorkomt, waarin de dichter zijn sterke liefde voor haar uitdrukt. Deze Dark Lady-reeks, die eindigt met Sonnet 152, volgt de Fair Youth-reeks op waarin de dichter een mooie jongeman toespreekt.

## Shakespeares tekst
| Sonnet 127 In the old age black was not counted fair, Or if it were, it bore not beauty's name; But now is black beauty's successive heir, And beauty slandered with a bastard shame: For since each hand hath put on nature's power, Fairing the foul with art's false borrowed face, Sweet beauty hath no name, no holy bower, But is profaned, if not lives in disgrace. Therefore my mistress' eyes are raven-black, Her brow so suited, and they mourners seem At such who, not born fair, no beauty lack, Sland'ring creation with a false esteem. Yet so they mourn, becoming of their woe, That every tongue says beauty should look so. |

## Vertaling
In vroegere tijden werd zwart niet mooi geacht,
Of als het dat wel was, droeg het niet de naam van schoonheid;
Maar nu is zwart de erfgenaam van schoonheid;
En is ware schoonheid belasterd met schaamte:
Handen die kunstmatig de natuur vervalsen,
Die lelijkheid tot schoonheid maken.
Zo verloor de zoete schoonheid haar altaar,
Verbannen uit de tempel leeft zij zonder gratie.
En daarom staan de ogen van mijn minnares donker,
Zo lijken ze geschikt te zijn om te treuren
Voor hen die, hoewel niet mooi, nochtans geen schoonheid ontberen,
En nu de schepping ontsieren met een vals beeld:
En toch zal iedereen zeggen
Dat schoonheid er zo moet uitzien.

## Analyse
Shakespeares sonnetten zijn voornamelijk geschreven in een metrum genaamd jambische pentameter, een rijmschema waarin elke sonnetregel bestaat uit tien lettergrepen. De lettergrepen zijn verdeeld in vijf paren, jamben genoemd, waarbij elk paar begint met een onbeklemtoonde lettergreep.
De dichter spreekt in dit sonnet zijn fascinatie uit voor een donkerharige schoonheid. Er is een markante verschuiving van toon tegenover de voorafgaande sonnettenreeks die als het ware een platonische, zuivere liefde beschrijft voor een ander mens. Hier lijkt het alsof Shakespeare de andere kant van de liefde, de wellust, beschrijft en het schuldgevoel dat ermee gepaard gaat. Met 'zwart' wordt in het gedicht 'donker' bedoeld, alles wat niet blond is. Het ideaal van vrouwelijke schoonheid in de renaissanceliteratuur was immers blond. Dit ideaal gaat mogelijk terug op de antieke wereld en Helena van Troje. Zwart en donker werd onder invloed van de Bijbel ook vaak geassocieerd met zonde en de hel. Deze associatie speelt een grote rol in de sonnettenreeks over de "Donkere Dame".
Het gedicht is niet zo gemakkelijk te duiden, doordat nogal wat regels verschillende interpretaties toelaten. In zijn algemeenheid zegt de dichter dat zijn donkere beminde afwijkt van het schoonheidsideaal, dat ze kunstmatige poeders gebruikt om de ware schoonheid van de natuur te imiteren, en dat uiteindelijk iedereen begint te denken dat schoonheid er zo moet uitzien. Dat Shakespeare niet veel ophad met de cosmetica van zijn tijd is wel duidelijk. Het vermindert echter zijn fascinatie voor de donkere schoonheid niet, getuige de reeks sonnetten die hij aan haar opdroeg.